# Yvan Alounga
Yvan Alounga (* 5. Februar 2002 in Ebolowa) ist ein schweizerisch-kamerunischer Fussballspieler.

## Karriere

### Verein
Alounga zog als Achtjähriger aus Kamerun in die Schweiz. Er begann seine Laufbahn im Jugendteam des Kantons Aargau Team Aargau. Zur Saison 2019/20 wurde er in die erste Mannschaft des FC Aarau befördert. Am 20. Juli 2019, dem 1. Spieltag, gab er beim 1:1 gegen den FC Winterthur sein Profidebüt in der zweitklassigen Challenge League, als er in der 78. Minute für Petar Mišić eingewechselt wurde.
Bis Saisonende absolvierte er 30 Partien in der zweithöchsten Schweizer Spielklasse, wobei er meist eingewechselt wurde. Der Stürmer erzielte fünf Tore für Aarau in der Challenge League.
Im September 2020 wechselte er zum Erstligisten FC Luzern. Er kam in seiner Premierensaison bei den Innerschweizern erneut hauptsächlich als Joker zum Einsatz. Bis zum Ende der Spielzeit bestritt er 25 Spiele in der Super League und schoss dabei ein Tor. Im Mai 2021 gewann die Mannschaft den Schweizer Cup. In der Saison 2021/22 machte er bis zur Winterpause zwölf Spiele im Oberhaus.
Im Januar 2022 wurde er an den Zweitligisten FC Schaffhausen verliehen. Für diesen kam er bis Saisonende zu 13 Einsätzen in der Challenge League. Zur Saison 2022/23 wurde er an den Zweitligisten FC Stade Lausanne-Ouchy weiterverliehen. Für Lausanne machte er 16 Zweitligaspiele, mit dem Klub stieg er zu Saisonende in die Super League auf. Zur Saison 2023/24 folgte die dritte Leihe, diesmal wechselte er zum AC Bellinzona. Für Bellinzona kam er zu 22 Zweitligaeinsätzen.
Zur Saison 2024/25 verließ Alounga Luzern endgültig und wechselte zum österreichischen Zweitligisten SV Lafnitz, bei dem er einen bis 2026 laufenden Vertrag erhielt.

### Nationalmannschaft
Alounga spielte im Oktober 2019 zweimal für die Schweizer U-18-Auswahl.

## Erfolge
FC Luzern
- Schweizer Cupsieger: 2021